# P2 Advisory Canberra International 2023
Il P2 Advisory Canberra International 2023 è stato un torneo maschile e femminile di tennis professionistico. È stata la 7ª edizione del torneo maschile, facente parte della categoria Challenger 100 nell'ambito dell'ATP Challenger Tour 2023, con un montepremi di 162480 $. È stata la 1ª edizione del torneo femminile, facente parte della categoria W60 nell'ambito dell'ITF Women's World Tennis Tour 2023, con un montepremi di 60000 $. Si è svolto dal 2 all'8 gennaio 2023 sui campi in cemento del Canberra Tennis Centre di Canberra, in Australia.

## Torneo maschile

### Teste di serie
| Nazionalità | Giocatore         | Ranking* | Testa di serie |
| ----------- | ----------------- | -------- | -------------- |
| Ungheria    | Márton Fucsovics  | 87       | 1              |
| Ecuador     | Emilio Gómez      | 104      | 2              |
| Francia     | Hugo Gaston       | 108      | 3              |
| Slovacchia  | Norbert Gombos    | 114      | 4              |
| Russia      | Pavel Kotov       | 117      | 5              |
| Italia      | Francesco Passaro | 119      | 6              |
| Austria     | Jurij Rodionov    | 122      | 7              |
| Argentina   | Federico Delbonis | 125      | 8              |

* Ranking al 26 dicembre 2022.

### Altri partecipanti
I seguenti giocatori hanno ricevuto una wild card per il tabellone principale:
- James McCabe
- Marc Polmans
- Dane Sweeny

Il seguente giocatore è entrato in tabellone con il ranking protetto:
- Bradley Klahn

I seguenti giocatori sono passati dalle qualificazioni:
- Alexandre Müller
- Francesco Maestrelli
- Liam Broady
- Mitchell Krueger
- Enzo Couacaud
- Emilio Nava

## Torneo femminile

### Teste di serie
| Nazionalità | Giocatrice                | Ranking* | Testa di serie |
| ----------- | ------------------------- | -------- | -------------- |
| Ucraina     | Kateryna Baindl           | 99       | 1              |
| Slovacchia  | Anna Karolína Schmiedlová | 102      | 2              |
| Francia     | Diane Parry               | 109      | 3              |
| Svizzera    | Simona Waltert            | 125      | 4              |
| Germania    | Eva Lys                   | 128      | 5              |
| Regno Unito | Jodie Burrage             | 133      | 6              |
|             | Erika Andreeva            | 136      | 7              |
| Regno Unito | Katie Boulter             | 137      | 8              |

* Ranking al 26 dicembre 2022.

### Altre partecipanti
Le seguenti giocatrici hanno ricevuto una wildcard per il tabellone principale:
- Astra Sharma
- Talia Gibson
- Petra Hule

Le seguenti giocatrici sono passate dalle qualificazioni:
- Anastasia Gasanova
- Yuriko Miyazaki
- Oksana Selekhmeteva
- Suzan Lamens
- Darya Astakhova
- Mai Hontama
- Ashlyn Krueger
- Anastasia Zakharova

## Punti e montepremi

### Torneo maschile
| Torneo    | Torneo              | V      | F      | SF    | QF    | 2T    | 1T    | Q | Q2  | Q1  |
| Singolare | Punti               | 100    | 60     | 36    | 20    | 9     | 0     | 5 | 2   | 0   |
| Singolare | Premi in denaro ($) | 17 650 | 10 380 | 6 140 | 3 570 | 2 105 | 1 270 | – | 635 | 320 |
| Doppio    | Punti               | 100    | 60     | 36    | 20    | –     | 0     | – | –   | –   |
| Doppio    | Premi in denaro ($) | 7 590  | 4 400  | 2 645 | 1 570 | –     | 880   | – | –   | –   |

## Campioni

### Singolare maschile
Márton Fucsovics ha sconfitto in finale  Leandro Riedi con il punteggio di 7–5, 6–4.

### Singolare femminile
Katie Boulter ha sconfitto in finale  Jodie Burrage con il punteggio di 3–6, 6–3, 6–2.

### Doppio maschile
André Göransson /  Ben McLachlan hanno sconfitto in finale  Andrew Harris /  John-Patrick Smith con il punteggio di 6–3, 5–7, [10–5].

### Doppio femminile
Irina Chromačëva /  Anastasija Tichonova hanno sconfitto in finale  Robin Anderson /  Hailey Baptiste con il punteggio di 6–4, 7–5.